# 16463 Найоро
16463 Найоро (16463 Nayoro) — астероїд головного поясу, відкритий 2 березня 1990 року.
Тіссеранів параметр щодо Юпітера — 3,370.
Названо на честь Найоро (яп. なよろ(名寄) найоро)